# Campionati del mondo di ciclismo su strada 1955 - Gara in linea maschile Professionisti
La ventiduesima edizione della gara in linea maschile Professionisti dei Campionati del mondo di ciclismo su strada si è svolta il 28 agosto 1955 su un circuito di 20,93 km da ripetere 14 volte per un percorso totale di 293,13 km con partenza ed arrivo da Frascati, in Italia. La vittoria è stata appannaggio del belga Stan Ockers, il quale ha completato il percorso in 8h43'29", alla media di 33,56 km/h, precedendo il lussemburghese Jean-Pierre Schmitz e il belga Germain Derycke.
Dei 68 ciclisti accreditati alla partenza, dei quali 65 presero il via e 21 hanno portato a termine la competizione.

## Il percorso
Percorso collinare con l'asperità principale della salita del Crocefisso alla pendenza del 7,4%.

## Squadre partecipanti
| N.    | Cod. | Squadra        |
| ----- | ---- | -------------- |
| 1-8   | ITA  | Italia         |
| 9-16  | NLD  | Paesi Bassi    |
| 17-24 | BEL  | Belgio         |
| 25-32 | GBR  | Gran Bretagna  |
| 33-40 | RFT  | Germania Ovest |
| 41-48 | FRA  | Francia        |
| 49-52 | AUS  | Australia      |
| 53-56 | LUX  | Lussemburgo    |
| 57-61 | ESP  | Spagna         |
| 62-69 | SUI  | Svizzera       |

## Ordine d'arrivo (Top 10)
| Pos. | Corridore           | Squadra     | Tempo    |
| ---- | ------------------- | ----------- | -------- |
| 1    | Stan Ockers         | Belgio      | 8h43'29" |
| 2    | Jean-Pierre Schmitz | Lussemburgo | a 1'03"  |
| 3    | Germain Derycke     | Belgio      | a 1'15"  |
| 4    | Gastone Nencini     | Italia      | s.t.     |
| 5    | Marcel Janssens     | Belgio      | a 1'40"  |
| 6    | Jacques Anquetil    | Francia     | s.t.     |
| 7    | Pasquale Fornara    | Italia      | a 1'50"  |
| 8    | Raphaël Géminiani   | Francia     | a 2'45"  |
| 9    | Antonin Rolland     | Francia     | a 7'35"  |
| 10   | Bruno Monti         | Italia      | a 12'52" |